# Grantia comoxensis
Grantia comoxensis är en svampdjursart som beskrevs av Lawrence Morris Lambe 1893. Grantia comoxensis ingår i släktet Grantia och familjen Grantiidae. Inga underarter finns listade i Catalogue of Life.